# Märta Norberg
Märta Norberg (* 19. September 1922 in Sidensjö; † 19. Dezember 2020 in Örnsköldsvik) war eine schwedische Skilangläuferin.

## Leben
Norberg, die für den Vårby IK startete, wurde im Jahr 1947 Zweite und 1949  Dritte bei den Lahti Ski Games über 10 km. Bei ihrer einzigen Olympiateilnahme 1952 in Oslo belegte sie den vierten Platz über 10 km. Bei den nordischen Skiweltmeisterschaften 1954 in Falun und den nordischen Skiweltmeisterschaften 1958 in Lahti holte sie jeweils die Bronzemedaille mit der Staffel. Außerdem errang sie in Lahti den zehnten Platz über 10 km. Bei den Svenska Skidspelen gewann sie 1952 und 1953 den 10-km-Lauf. Zudem wurde sie viermal Dritte und einmal Zweite bei diesem Lauf.
Norberg siegte bei schwedischen Meisterschaften sechsmal über 10 km (1939, 1947, 1948, 1949, 1951, 1952) und viermal mit der Staffel von Vårby IK (1951, 1953, 1957, 1959).